# قبرستان هوت‌آباد
قبرستان هوت آباد مربوط به سده‌های اولیه دوران‌های تاریخی پس از اسلام است و در شهرستان سرباز، بخش پیشین، دهستان جکیگور، ۱ کیلومتری روستای هوت آباد واقع شده و این اثر در تاریخ ۲۷ اسفند ۱۳۸۷ با شمارهٔ ثبت ۲۶۵۰۱ به‌عنوان یکی از آثار ملی ایران به ثبت رسیده است.